# Adam und Eva (1923)
Adam und Eva ist ein deutsches Stummfilmdrama aus dem Jahre 1923 des einstigen Filmkritikers Friedrich Porges mit Werner Krauß und Dagny Servaes in den Titelrollen. 

## Handlung
Adam und Eva, die ewige, alte Geschichte von der „Schlange Weib“, deren Verlockungen der Mann erliegt, wird hier transponiert in die Theaterwelt mit all ihren Verführungen und Verlockungen. Die hiesige Eva ist Leda Swell, die begehrte Hauptdarstellerin des soeben laufenden Bühnenstücks, die mit den Männern und ihren Gunsterweisungen ständig spielt. Nachdem sie soeben ihren letzten Gönner und Liebhaber, einen Chemiker, verlassen hat, ist nun der Bühnenautor Eddie Gloon der neue „Adam“, das nächste Opfer der „männermordenden“ Verführerin. Dem Chemiker gelingt es jedoch, seinen Nachfolger in Sachen Eva derart zu beeinflussen, dass dieser der Schönen Gift in den Kaffee träufelt. Im letzten Moment kann „Eva“ durch ein Gegengift gerettet werden. Hörig wie ihr derzeitiger „Adam“ ist, gelingt es der Frau, den ihr verfallenen Mann immer stärker in ihren Bann zu ziehen. Schließlich aber erkennt „Adam“, dass er dieser Frau überhaupt nichts bedeutet, sie lediglich mit ihm spielt und er seine bisherige Liebe idiotischerweise für diese „Schlange Weib“ verlassen hat. Bis ins Mark getroffen, will der Schriftsteller seiner elendigen Existenz ein Ende bereiten und sich erschießen.
Doch die Kugel trifft ausgerechnet den neuen Mann an der Seite seiner Frau, die er für die sündige „Eva“ einst verlassen hatte, und verletzt diesen schwer. Es kommt deswegen zum Gerichtsprozess, und als „Eva“ Leda vor Gericht aussagt, dass „Adam“ Eddie sie einst mit vergiftetem Kaffee ins Jenseits befördern wollte, verurteilt man den armen Wicht zu einer langen Kerkerstrafe. Seine Ex-Frau muss nun ganz allein für sich und beider Kind sorgen. Als „Adam“ wieder entlassen wird, geht er reuig zu ihr und bittet sie um Verzeihung: Seine Ex verzeiht ihm großmütig. Alles Leid, was er ihr einst zugefügt hat, ist vergeben und vergessen. Eddies Leidensweg wie seine Katharsis findet schließlich Ausdruck in seinem neuen Bühnenwerk mit dem Titel „Adam und Eva“, einer Groteske über menschliche Irrungen und Wirrungen in amourösen Angelegenheiten. Dieser Bühnen-Adam erkämpft sich seine innere Läuterung mit Boxhandschuhen gegen Eva, und als er obsiegt hat, öffnen sich die Pforten des Paradieses, wo der reuige Adam die bittere Frucht vom Baum der Erkenntnis kostet.

## Produktionsnotizen
Adam und Eva wurde im Frühjahr 1923 abgedreht, passierte am 7. Mai 1923 die Zensur und erhielt Jugendverbot. Die Premiere war am 23. Mai 1923. Der Sechsakter besaß eine Länge von 2255 Meter.
Reinhold Schünzel soll an der Regie mitgewirkt haben.

## Kritik
Im Kino-Journal hieß es: “In wirkungsvoller Aufmachung wirkt das ausgezeichnete Spiel von Dagny Servaes, Werner Krauß und aller anderen mächtig auf das Publikum ein.”